# Мидлтаун (Илиноис)
Мидлтаун (енгл. Middletown) град је у америчкој савезној држави Илиноис.

## Демографија
По попису из 2010. године број становника је 324, што је 110 (-25,3%) становника мање него 2000. године.
| Група             | 2000.       | 2010.       |
| Белци             | 420 (96,8%) | 316 (97,5%) |
| Афроамериканци    | 1 (0,2%)    | 1 (0,3%)    |
| Азијати           | 0 (0,0%)    | 0 (0,0%)    |
| Хиспаноамериканци | 6 (1,4%)    | 3 (0,9%)    |
| Укупно            | 434         | 324         |